# El maleficio (serie de televisión)
El maleficio es una serie de televisión mexicana de terror y suspenso dramático producida por José Alberto Castro para TelevisaUnivision, siendo de esta la sexta entrega de la franquicia Fábrica de sueños en el 2023. La serie es un reinicio de la telenovela homónima de 1983 creada por Fernanda Villeli. Se estrenó a través de Las Estrellas el 13 de noviembre de 2023 en sustitución de Gloria Trevi: ellas soy yo, y finalizó el 3 de marzo de 2024 siendo reemplazado por Marea de pasiones.
Está protagonizada por Fernando Colunga y Marlene Favela, junto a un reparto coral.

## Reparto
Una lista del reparto confirmado se publicó el 21 de septiembre de 2023, a través de la página oficial de People en Español.

### Principales
- Fernando Colunga como Enrique de Martino[8]
- Marlene Favela como Beatriz Almazán[9]
- Julián Gil como Gerardo Aster[10]
- Jacqueline Andere como Nuria Almazán
- Sofía Castro como Victoria «Vicky» Montes Almazán[11]
- Alejandro Calva como el Padre Cayetano
- Alejandro Ávila como Joel Núñez
- Adrián Di Monte como Jorge de Martino Alarcón
- Verónica Montes como Julia Peralta
- Jessica Coch como Diana Ojeda
- Julio Vallado como Raúl de Martino Alarcón
- Markín López como Damián Pérez «El Capitán»
- Pedro de Tavira como el Padre Eduardo
- Mario Loría como Adrián Zurita
- Jaume Mateu como Fernando Salgado
- Kaled Acab como Juan «Juanito» Montes Almazán
- Jesús Carús como Carlos Ramírez Flores
- Katia Bada como Ruth
- Nicole Curiel como Clara
- Michelle Durán como Roberta
- Rafael Inclán como Darío
- Ana Belena como Nora Alarcón

### Recurrentes e invitados especiales
- Mark Tacher como Álvaro Campos[12]
- Sergio Basáñez
- Chantal Andere como Dolores Zaragoza
- Eugenio Cobo como el Cardenal Mondragón
- Marcia Coutiño como Marcia
- Karla Cossío como Lucía
- Sergio Goyri como Humberto Zamora
- Gerardo Murguía como el Cardenal Fabio Neri

## Episodios
| N.º | Título                                            | Fecha de emisión original | Audiencia (millones) |
| --- | ------------------------------------------------- | ------------------------- | -------------------- |
| 1   | «Soy Enrique de Martino»                          | 13 de noviembre de 2023   | 2.7                  |
| 2   | «No he dejado de pensar en ti, Beatriz»           | 14 de noviembre de 2023   | 2.6                  |
| 3   | «Estoy dispuesto a todo, Beatriz»                 | 15 de noviembre de 2023   | 2.7                  |
| 4   | «Me encargaré de que Beatriz no me pueda olvidar» | 16 de noviembre de 2023   | 2.4                  |
| 5   | «No puede pasar nada entre nosotros, Enrique»     | 17 de noviembre de 2023   | 2.1                  |
| 6   | «Bael todo el tiempo nos observa»                 | 20 de noviembre de 2023   | 2.3                  |
| 7   | «No veo en Raúl lo mismo que en ti»               | 21 de noviembre de 2023   | 2.0                  |
| 8   | «Acéptame una invitación a cenar, Beatriz»        | 22 de noviembre de 2023   | 2.4                  |
| 9   | «Me da miedo Enrique de Martino»                  | 23 de noviembre de 2023   | 2.3                  |
| 10  | «No hay nada más fuerte que el poder de Bael»     | 24 de noviembre de 2023   | 2.3                  |
| 11  | «La suerte se le está terminando a Álvaro»        | 27 de noviembre de 2023   | 2.4                  |
| 12  | «Enrique es un ángel en tu vida»                  | 28 de noviembre de 2023   | 2.4                  |
| 13  | «Puedo ser mejor que Enrique de Martino»          | 29 de noviembre de 2023   | 2.0                  |
| 14  | «No tienes permitido ser débil, Raúl»             | 30 de noviembre de 2023   | 2.4                  |
| 15  | «Entenderé si no quieres volverme a ver»          | 1 de diciembre de 2023    | 2.4                  |
| 16  | «Yo quiero ser como tú, Enrique de Martino»       | 4 de diciembre de 2023    | 2.1                  |
| 17  | «Renovar la fe en Bael»                           | 5 de diciembre de 2023    | 2.0                  |
| 18  | «Estoy lista para nuestro destino, Enrique»       | 6 de diciembre de 2023    | 2.0                  |
| 19  | «Cuando Bael se manifiesta, lo hace contundente»  | 7 de diciembre de 2023    | 2.2                  |
| 20  | «La vida de Eduardo ya no será igual»             | 8 de diciembre de 2023    | 2.3                  |
| 21  | «Este beso es como una obra de arte»              | 11 de diciembre de 2023   | 2.4                  |
| 22  | «¿Quién es Bael?»                                 | 12 de diciembre de 2023   | 2.2                  |
| 23  | «El amor es una blasfemia para Bael»              | 13 de diciembre de 2023   | 2.4                  |
| 24  | «Entregar el alma a las fauces de Bael»           | 14 de diciembre de 2023   | 1.9                  |
| 25  | «Pagarás por ofender a Bael»                      | 15 de diciembre de 2023   | 2.0                  |
| 26  | «No volveré a contactar a Bael»                   | 18 de diciembre de 2023   | 2.1                  |
| 27  | «Contigo puedo cruzar el infierno, Beatriz»       | 19 de diciembre de 2023   | —                    |
| 28  | «Lo único que puede salvar a Enrique es el amor»  | 20 de diciembre de 2023   | —                    |
| 29  | «Somos los hijos de Bael»                         | 21 de diciembre de 2023   | —                    |
| 30  | «No me busques más, Enrique»                      | 22 de diciembre de 2023   | —                    |
| 31  | «Tengo que estar cerca de Juanito»                | 25 de diciembre de 2023   | —                    |
| 32  | «Debe haber una forma de acabar con Bael»         | 26 de diciembre de 2023   | —                    |
| 33  | «Todos somos esclavos de Bael»                    | 27 de diciembre de 2023   | —                    |
| 34  | «El sucesor es uno de tus hijos»                  | 28 de diciembre de 2023   | —                    |
| 35  | «La tentación tiene muchos rostros»               | 29 de diciembre de 2023   | —                    |
| 36  | «La voluntad de Bael»                             | 1 de enero de 2024        | —                    |
| 37  | «Beatriz ¿quieres casarte conmigo?»               | 2 de enero de 2024        | —                    |
| 38  | «Bael es más poderoso que nunca»                  | 3 de enero de 2024        | 2.2                  |
| 39  | «El mundo en nuestras manos»                      | 4 de enero de 2024        | 2.3                  |
| 40  | «Hay miles de mujeres atrás de Enrique»           | 5 de enero de 2024        | 2.1                  |
| 41  | «Juanito, serás como mi hijo»                     | 8 de enero de 2024        | 2.4                  |
| 42  | «Profanar el nombre de Bael»                      | 9 de enero de 2024        | 2.8                  |
| 43  | «Nadie puede controlar el poder de Bael»          | 10 de enero de 2024       | 2.7                  |
| 44  | «Sentirás el poder de Bael»                       | 11 de enero de 2024       | 2.6                  |
| 45  | «Bael solo tortura almas»                         | 12 de enero de 2024       | 2.7                  |
| 46  | «La noche que atacó Bael»                         | 15 de enero de 2024       | 2.8                  |
| 47  | «Los declaro marido y mujer»                      | 16 de enero de 2024       | 2.7                  |
| 48  | «El mundo entero estará a los pies de Bael»       | 17 de enero de 2024       | 2.7                  |
| 49  | «¡El sucesor es Juanito!»                         | 18 de enero de 2024       | 2.6                  |
| 50  | «Deja a Juanito en paz, Bael»                     | 19 de enero de 2024       | 2.0                  |
| 51  | «Salvar sus almas de Bael»                        | 22 de enero de 2024       | 2.4                  |
| 52  | «Soy el único digno del poder de Bael»            | 23 de enero de 2024       | 2.5                  |
| 53  | «Nada ni nadie te puede salvar de Bael»           | 24 de enero de 2024       | 2.6                  |
| 54  | «Vas a perder a Beatriz»                          | 25 de enero de 2024       | 2.7                  |
| 55  | «¿Crees poder controlar a Bael?»                  | 26 de enero de 2024       | 2.5                  |
| 56  | «Bael solo quiere un alma pura»                   | 29 de enero de 2024       | 2.5                  |
| 57  | «Te he estado esperando, Juan»                    | 30 de enero de 2024       | 2.5                  |
| 58  | «Sin mí no eres nada, Bael»                       | 31 de enero de 2024       | 2.4                  |
| 59  | «¿Quién es Nora?»                                 | 1 de febrero de 2024      | 2.5                  |
| 60  | «Usar la fuerza de Bael»                          | 2 de febrero de 2024      | 2.5                  |
| 61  | «Tú no puedes tener miedo, Juanito»               | 5 de febrero de 2024      | 2.3                  |
| 62  | «Con Bael a su lado, nada es imposible»           | 6 de febrero de 2024      | 2.5                  |
| 63  | «Quebrarse ante la tentación de Bael»             | 7 de febrero de 2024      | 2.4                  |
| 64  | «Sé quién eres, Nora»                             | 8 de febrero de 2024      | —                    |
| 65  | «Aquí tienes a Ruth, Bael»                        | 9 de febrero de 2024      | —                    |
| 66  | «Siempre voy a estar contigo, Jorge»              | 12 de febrero de 2024     | —                    |
| 67  | «Despídete de Raúl, Enrique de Martino»           | 13 de febrero de 2024     | —                    |
| 68  | «Demuéstrame tu poder, Bael»                      | 14 de febrero de 2024     | —                    |
| 69  | «Bael quiere cerca a Beatriz»                     | 15 de febrero de 2024     | —                    |
| 70  | «Los demonios se alimentan de las culpas»         | 16 de febrero de 2024     | —                    |
| 71  | «¡Huye Beatriz!»                                  | 19 de febrero de 2024     | —                    |
| 72  | «Te entrego a esta mujer virgen, Bael»            | 20 de febrero de 2024     | —                    |
| 73  | «A Nora la enloqueció un demonio»                 | 21 de febrero de 2024     | —                    |
| 74  | «El mal tiene muchas caras»                       | 22 de febrero de 2024     | —                    |
| 75  | «¿Quién es Bael, Enrique?»                        | 23 de febrero de 2024     | —                    |
| 76  | «El diablo ronda buscando a quién devorar»        | 26 de febrero de 2024     | 2.9                  |
| 77  | «Bael es un demonio»                              | 27 de febrero de 2024     | 2.9                  |
| 78  | «¡Bael vive en mí!»                               | 28 de febrero de 2024     | 3.0                  |
| 79  | «Yo me quedo con Enrique»                         | 29 de febrero de 2024     | 2.8                  |
| 80  | «Por Beatriz estoy dispuesto a todo»              | 1 de marzo de 2024        | —                    |

Nota
1. ↑  Este episodio se pre-estrenó el 10 de noviembre de 2023 a través de Vix, la página, app y redes sociales oficiales —incluido el canal de Youtube y cuenta oficial de Facebook— de Las Estrellas.[14]

## Producción

### Desarrollo
A mediados de octubre de 2018, Grupo Televisa anunció el reinicio de la telenovela homónima de 1983, formando parte de la franquicia antológica de series de televisión Fábrica de sueños. El 4 de enero de 2023, se anunció que el productor encargado de la entrega es José Alberto Castro. El rodaje de la serie inició el 24 de julio de 2023 en la Ciudad de México, además de tener como locaciones Nueva York y la Ciudad del Vaticano.

### Selección de reparto
El 21 de julio de 2023, Fernando Colunga y Marlene Favela fueron anunciados como los que llevarán los roles estelares, además de Jacqueline Andere, quién fue que interpretó a Beatriz de Martino en la versión original. El 24 de julio de 2023, Rafael Inclán, Sergio Basáñez, Sofía Castro, Julio Vallado y Kaled Acab fueron confirmados como parte del reparto. El 3 de agosto de 2023, Mark Tacher se integró al reparto principal, un día después, se confirma que Julián Gil se integra al reparto. El resto del reparto se anunció el 21 de septiembre de 2023.

## Audiencias
| Temporada | Horario (CT)                                                           | Episodios | Primera emisión         | Primera emisión      | Última emisión     | Última emisión       | Prom. de espectadores (millones) |
| Temporada | Horario (CT)                                                           | Episodios | Fecha                   | Audiencia (millones) | Fecha              | Audiencia (millones) | Prom. de espectadores (millones) |
| --------- | ---------------------------------------------------------------------- | --------- | ----------------------- | -------------------- | ------------------ | -------------------- | -------------------------------- |
| 1         | Lunes a viernes 21:30 - 22:30 h. Domingo 21:00 - 23:00 h. (eps. 81-82) | 81        | 13 de noviembre de 2023 | 2.7                  | 3 de marzo de 2024 | —                    | 2.4                              |